# Силуан (епископ Крутицкий)

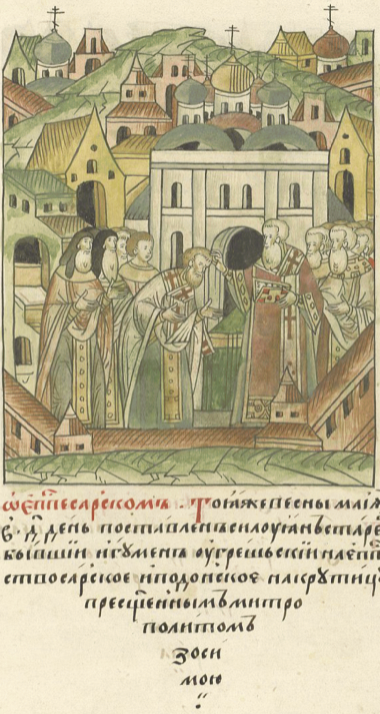
Посвящение Силуана Грека в епископы Сарские

Силуа́н, Силуан Грек — архиерей Русской церкви, епископ Крутицкий.
Игумен Николо-Угрешского монастыря, вероятно, с 1491 года.
Хиротонисан во епископа Крутицкого 4 мая 1493 года.
6 сентября 1495 года был при избрании, а 20 сентября — при посвящении митрополита Российского Симона.
В 1496 году удалился на покой.